# Psychotria cotejensis
Psychotria cotejensis là một loài thực vật có hoa trong họ Thiến thảo. Loài này được (Standl.) J.H.Kirkbr. miêu tả khoa học đầu tiên năm 1980.